# Mission ohne Gedächtnis
Mission ohne Gedächtnis (Originaltitel: Conundrum) ist die 14. Folge der fünften Staffel der US-amerikanischen Science-Fiction-Fernsehserie Raumschiff Enterprise – Das nächste Jahrhundert. Sie wurde in den Vereinigten Staaten über Syndication vermarktet und erstmals am 17. Februar 1992 auf verschiedenen Fernsehsendern ausgestrahlt. In Deutschland war sie zum ersten Mal am 18. April 1994 in einer synchronisierten Fassung auf Sat.1 zu sehen.

## Handlung
Im Jahr 2368 bei Sternzeit 45494.2 befindet sich die Enterprise auf einer Forschungsmission, als sie auf ein unbekanntes kleines Raumschiff trifft. Plötzlich feuert das Schiff einen Energiestrahl ab, der die Enterprise komplett durchdringt. Daraufhin erinnert sich niemand an Bord mehr an seine Identität. Die Brückenbesatzung ist orientierungslos und versucht zunächst zu ermitteln, wer das Kommando hat. Kurzzeitig denkt man an Jean-Luc Picard, doch Worf glaubt, er selbst sei am höchsten dekoriert, und die Anderen akzeptieren ihn als Captain.
Da die Schiffssysteme ausgefallen sind, wird zunächst im Maschinenraum der Antrieb wieder zum Laufen gebracht. Geordi La Forge versucht als Nächstes, Zugriff auf die Schiffsdatenbank, insbesondere auf die Personaldateien, zu erlangen. Währenddessen durchstreifen Will Riker und Ro Laren das Schiff, um zu sehen, wie es der restlichen Mannschaft geht. Mehrere Personen halten sich in der Bar „Zehn Vorne“ auf, darunter der Android Data, der die Rolle des Barkeepers übernimmt, und Deanna Troi, die eine starke Vertrautheit zu Riker verspürt, sich aber nicht sicher ist, was sie zu bedeuten hat. Die einzige, die sich ihrer Funktion an Bord sicher ist, ist Beverly Crusher. Sie ist auf der Krankenstation, trägt einen Kittel und behandelt gerade eine Patientin – sie ist also die Schiffsärztin. Sie stellt sogleich einige Untersuchungen an und findet heraus, dass die Erinnerungen der Besatzung noch vorhanden sind, aber auf irgendeine Weise blockiert werden.
La Forge gelingt es schließlich, alle wichtigen Schiffssysteme wieder zu aktivieren, doch der Zugriff auf den Computer bleibt weiter eingeschränkt. Zumindest kann er ein Verzeichnis der Führungsoffiziere öffnen. Demnach ist Picard der Captain, Kieran MacDuff der erste Offizier, Will Riker der zweite Offizier, Data ist Einsatzoffizier, La Forge selbst ist Chefingenieur, Worf Sicherheitschef, Crusher Schiffsärztin, Troi Schiffsberaterin und Ro Laren Steuermann. Nachdem die Offiziere sich entsprechend ihren Aufgaben neu sortiert haben, findet eine Lagebesprechung statt. Gemeinsam mit Data konnte La Forge dem Computer weitere Informationen entlocken. Demnach befinden sie sich auf der Enterprise, einem Raumschiff der Föderation. Die Föderation befindet sich seit mehreren Jahren im Krieg mit der Lysianischen Allianz. Letztere hat eine neue Waffe entwickelt, mit der mehrere Föderationsschiffe gekapert wurden. Möglicherweise steht der Gedächtnisverlust der Mannschaft mit dieser Waffe im Zusammenhang. Um diesen blutigen Konflikt zu beenden, soll es koordinierte Angriffe an mehreren Frontabschnitten kommen. Der Enterprise fällt dabei die wichtigste Aufgabe zu: Sie soll die lysianische Kommandostation angreifen und unschädlich machen. Während der gesamten Mission ist unbedingte Funkstille zu wahren. Troi fühlt sich nicht wohl dabei, dass die Mannschaft in ihrem aktuellen Zustand einen Angriff fliegen soll, ohne zuvor das Oberkommando zu kontaktieren. Picard sieht sich allerdings gezwungen, die Befehle zu befolgen, und lässt Kurs auf die Kommandostation setzen.
Riker begibt sich in sein Quartier und trifft dort Ro Laren an. Sie hat das starke Gefühl, dass sie ihre Freizeit ohnehin meistens bei ihm verbringt. Er entgegnet, dass es ebenso möglich sein könnte, dass sie sich in Wirklichkeit nicht ausstehen könnten. Ro lässt es darauf ankommen und die beiden verbringen die Nacht miteinander.
Schließlich erreicht die Enterprise den lysianischen Raum. Ein kleines, nur schwach bewaffnetes Kriegsschiff stellt sich ihr entgegen. Es versucht mehrmals, die Enterprise zu rufen, doch MacDuff rät von einer Antwort ab, da vielleicht die Kommunikationskanäle genutzt wurden, um die Erinnerungen der Mannschaft zu löschen. Schließlich eröffnet das Schiff das Feuer. Picard sieht sich gezwungen, es zu erwidern, und das Schiff wird zerstört. Dr. Crusher will eine Methode testen, um die Erinnerungen der Mannschaft wiederherzustellen. MacDuff meldet sich freiwillig als Testperson. Während der Prozedur erleidet er unerklärliche Krämpfe und Dr. Crusher muss den Versuch abbrechen.
Picard kommen Zweifel an seiner Mission. Er findet es merkwürdig, dass das lysianische Schiff so schwach bewaffnet war und die größten Feinde der Föderation scheinbar nichts Stärkeres aufzubieten haben. Die Enterprise erreicht schließlich die Kommandostation. 47 unbemannte kleine Schiffe greifen die Enterprise an, können aber mit Leichtigkeit zerstört werden. Weitere Verteidigungssysteme scheint die Station nicht zu besitzen und es befinden sich auch keine anderen Raumschiffe in der Nähe. Ein einziger Photonentorpedo würde genügen, um die Station zu zerstören. Für Picard ergibt das alles immer weniger Sinn. Da sich an Bord der Station über 15.000 Personen befinden, weigert er sich, den Feuerbefehl zu geben, denn er will sie nicht leichtfertig opfern. MacDuff hält das für eine Fehlentscheidung. Er behauptet, mit Picard stimme etwas nicht, will das Kommando übernehmen und das Feuer eigenmächtig eröffnen. Riker und Worf können ihn gemeinsam aufhalten und als sie auf ihn schießen, stellen sie fest, dass er kein Mensch ist.
MacDuff wird als ein Satarraner identifiziert. Dieses Volk führt seit Jahrzehnten Krieg gegen die Lysianer. Die Waffentechnik der beiden Völker befindet sich etwa auf dem gleichen Stand. Die Satarraner haben daher einen Energiestrahl entwickelt, der Erinnerungen blockiert. Sie wollten damit die weit überlegene Enterprise übernehmen, um mit ihrer Hilfe ihre Feinde endlich zu besiegen. Picard drückt den Lysianern sein tiefstes Bedauern über die Zerstörung ihres Raumschiffs aus. Dr. Crusher gelingt es, die Gedächtnisblockade wieder aufzuheben. Riker weiß jetzt wieder, dass er mit seiner Befürchtung gegenüber Ro richtig lag. Sie haben tatsächlich ein schwieriges Verhältnis und eigentlich stehen er und Troi sich nahe. Zu seiner Überraschung trifft er Troi und Ro gut gelaunt bei einem gemeinsamen Gespräch an. Ro versichert ihm, dass er und sie ein Erlebnis miteinander hatten, das sie beide in Ehren halten werden. Troi bietet Riker scherzhaft eine Therapiesitzung in ihrer Praxis an.

## Verbindungen zu anderen Star-Trek-Produktionen
Eine frühe Fassung der Geschichte sah vor, dass das Gedächtnis der Besatzungsmitglieder der Enterprise gelöscht wird, um sie zu Soldaten zu machen. Diese Grundidee wurde schließlich 1997 in Folge 4.04 (Nemesis) von Star Trek: Raumschiff Voyager verarbeitet.

## Produktion

### Drehbuch
Die Idee zu dieser Folge war bereits während der Produktion der 4. Staffel vorgeschlagen worden. Sie wurde jedoch bis zur 5. Staffel zurückgehalten, da in der 4. Staffel bereits zwei weitere Folgen produziert worden waren, die sich um das Thema Gedächtnisverlust drehten.
Die finale Drehbuchfassung geht eigentlich größtenteils auf die Bearbeitung von Michael Piller zurück. Er verzichtete jedoch zugunsten seine Freundes Barry Schkolnick auf eine Erwähnung in den Credits der Folge. Schkolnick ist daher als alleiniger Autor der Drehbuchfassung genannt.

### Darsteller
Erick Weiss spielte Fähnrich Kane noch einmal in Folge 6.04 (Besuch von der alten Enterprise). Er spielte außerdem Stephan in Folge 2.15 (Das Paradies-Experiment) von Star Trek: Deep Space Nine.

### Modelle und Requisiten
Bei dem satarranischen Raumschiff handelt es sich um das wiederverwendete Modell des Pakled-Raumschiffs aus Folge 2.17 (Das Herz eines Captains) von Raumschiff Enterprise – Das nächste Jahrhundert.
Für den lysianischen Zerstörer wurde das modifizierte Modell des talarianischen Kriegsschiffs aus Folge 4.04 (Endars Sohn) wiederverwendet.
Das Modell der lysianischen Kommandostation kam bereits in Folge 1.08 (Das Gesetz der Edo) als Gott der Edo zum Einsatz.
Für die unbemannten Wächterschiffe wurde von Greg Jein ein neues Modell angefertigt. Es wurde später noch in jeweils einer Folge von Raumschiff Enterprise – Das nächste Jahrhundert und Star Trek: Deep Space Nine zur Darstellung weiterer Raumschiffe anderer außerirdischer Völker wiederverwendet.

## Rezeption
Die Folge wurde 1992 mit einem Primetime Emmy Award in der Kategorie „Beste Einzelleistung in visuellen Spezialeffekten“ ausgezeichnet.
Keith DeCandido bewertete Mission ohne Gedächtnis 2012 auf tor.com als eine leicht überdurchschnittliche Folge von Raumschiff Enterprise – Das nächste Jahrhundert, die viel Spaß macht, aber auch einige Schwächen aufweist. Die Fähigkeit der Satarraner, die Besatzung der Enterprise zu manipulieren, wirkte auf ihn etwas zu perfekt. Die Fehlannahmen der Besatzungsmitglieder über ihre Funktion auf dem Schiff hätten für DeCandido durchaus noch weiter ausgereizt werden können.
Charlie Jane Anders führte Mission ohne Gedächtnis 2014 auf gizmodo.com in einer Liste der 100 besten bis dahin ausgestrahlten Star-Trek-Folgen auf Platz 82.
Stephanie Roehler erstellte 2021 für screenrant.com eine Liste der 20 besten Folgen von Raumschiff Enterprise – Das nächste Jahrhundert. Mission ohne Gedächtnis landete dabei auf Platz 18.